# Partido Solidaridad Nacional
El Partido Solidaridad Nacional fue un partido político peruano de derecha fundado en 1998 y presidido por el exalcalde de Lima, Luis Castañeda Lossio. Fue parte de la Alianza Electoral Unidad Nacional desde 2001 hasta la disolución de esta en 2008. Posteriormente participaría en solitario y formaría diversas alianzas hasta el año 2020, año en que el partido fue refundado con un nuevo nombre: Renovación Popular.

## Historia
El partido fue fundado por Luis Castañeda Lossio basado en los principios del liberalismo económico y el republicanismo. Fue declarado oficialmente como partido el 4 de mayo de 2006 por el Jurado Nacional de Elecciones.
Solidaridad Nacional surgió como un partido opositor al fujimorismo. Incluso, durante la campaña de 1999 Castañeda Lossio fue considerado el principal líder opositor al fujimorismo para las elecciones del 2000. Tras dos gestiones ediles y luego de su tercera derrota electoral en las elecciones generales del 2011, el partido, con José Luna Gálvez como secretario general, adoptó una retórica populista con el empleo de propaganda centrada a los inmigrantes internos del resto del país a zonas urbanas.  En 2019, incorporó a miembros de inclinación conservadora.
El partido clasificaba a sus miembros en tres categorías según su propio estatuto: podían ser simpatizantes, afiliados o militantes.
En 2020, el partido se refundó con el nombre de Renovación Popular. Según Rosa María Palacios, mantiene la misma identificación en el Registro de Organizaciones Políticas y en el Registro Único del Contribuyente.

## Participación Electoral

### Elecciones generales del 2000
El 18 de diciembre de 1999, Solidaridad Nacional lanzó la candidatura de Luis Castañeda Lossio en un mitin en Chiclayo que convocó a 6000 asistentes. Sin embargo, en las elecciones que se realizaron el 9 de abril de 2000, Solidaridad Nacional tan solo logró 199 814 votos, lo cual reflejaba el 1,8% de los votos válidos. Con esos resultados, Castañeda consiguió el quinto lugar de la contienda, por detrás de Federico Salas (Avancemos), Alberto Andrade (Somos Perú), Alejandro Toledo (Perú Posible) y Alberto Fujimori (Perú 2000). 
Pese a los resultados que obtuvo Solidaridad Nacional en su primera elección general con Luis Castañeda Lossio como candidato a la Presidencia, en el Congreso el partido obtuvo 5 congresistas.
En este periodo legislativo, los congresistas Eduardo Farah, Juan Carlos Mendoza del Solar y Jorge Polack renunciaron a Solidaridad Nacional para luego pasarse a las filas de Perú 2000 tras haber recibido dinero de Vladimiro Montesinos. Sin embargo, luego de la caída de la dictadura de Alberto Fujimori, el periodo parlamentario de los congresistas fue reducido hasta el 2001 donde se convocó a elecciones generales.

### Elecciones generales de 2001
Tras la destitución de Alberto Fujimori como Presidente de la República y luego de que Valentín Paniagua asumiera el cargo de Presidente Transitorio, este convocó a elecciones generales para el 8 de abril del 2001.
En esas nuevas elecciones. Solidaridad Nacional presentó por 2.ª vez la candidatura de Luis Castañeda Lossio a la Presidencia de la República. A inicios de enero del 2001, Solidaridad Nacional inscribió la plancha presidencial que presentaba para las elecciones de ese año en la que acompañaban a Castañeda como candidato presidencial el empresario y exvicepresidente Máximo San Román y la obstetra Mirtha Ortiz, como primer y segunda vicepresidente respectivamente.
Debido al regreso de los partidos tradicionales (el APRA con Alan García y el Partido Popular Cristiano con Lourdes Flores), el ascenso de Alejandro Toledo de Perú Posible y teniendo en cuenta que en la elección pasada, Castañeda Lossio solo consiguió el 1,8% de los votos del electorado, Solidaridad Nacional retiró su plancha presidencial un mes después de haberla inscrito y decidió apoyar la candidatura de Lourde Flores.
De esa manera, Solidaridad Nacional pasó a formar parte de la Alianza Electoral Unidad Nacional, que tenía como candidata presidencial a la entonces lideresa del Partido Popular Cristiano y que además contaba con el apoyo del Partido Renovación Nacional y Cambio Radical.
En esas elecciones, Lourdes Flores no logró pasar a la 2.ª vuelta y quedó en el 3.er lugar de la contienda electoral con un 24.30% de los votos válidos, detrás de Alejandro Toledo y Alan García, quien alcanzó el 25.77% de los votos válidos en la primera vuelta.
Para el periodo legislativo 2001-2006, la Alianza Electoral Unidad Nacional, a la cual pertenecía Solidaridad Nacional, logró colocar a 17 congresistas en el Congreso de la República y se convirtió en la tercera fuerza política dentro del Congreso, liderando junto al APRA la oposición. De esos 17 congresistas, solo 4 pertenecían a Solidaridad Nacional.
En el 2002, José Luna Gálvez fue suspendido del pleno del Congreso.

### Elecciones municipales del 2002
Para el 2002 estaban programadas las elecciones municipales y la alianza Unidad Electoral presentó a Luis Castañeda Lossio como el candidato a la alcaldía metropolitana de Lima. Su principal contrincante fue Alberto Andrade, de Somos Perú, que era el actual alcalde de Lima en ese entonces y quien buscaba además su tercera gestión como alcalde de la ciudad.
La principal propuesta durante la campaña electoral de Solidaridad Nacional fue la construcción escaleras para la población marginal de los cerros, mejorar las vías de transporte metropolitano, de un sistema de transporte multimodal, el que incluía un tren que utilizara la red ferroviaria ya existente en la ciudad dentro de un concepto integral de transporte. Estaba propuesta requeriría una inversión de aproximadamente 400 millones de dólares, por lo que Somos Perú y Alberto Andrade propusieron la construcción de un sistema de buses llamado Lima Bus que consistiría de la construcción de un carril exclusivo para vehículos de más de 160 pasajeros, de manera que se agilice el tránsito. La inversión sería un poco más de 200 millones de dólares, la mitad del dinero que se requeriría para la propuesta de Solidaridad Nacional.
Las elecciones municipales se llevaron a cabo el 17 de noviembre del 2002 y Luis Castañeda Lossio logró vencer al entonces alcalde de Lima Metropolitana Alberto Andrade, quien obtuvo el 29,876% de los votos, mientras que Castañeda Lossio se hizo del primer lugar con el 39.899% de los votos. Asimismo, en esas elecciones Unidad Nacional ganó 14 alcaldías distritales en Lima.

### Elecciones generales del 2006
Luego de 5 años de gobierno, Alejandro Toledo convocó a elecciones generales para el 2006. Estas se llevaron a cabo el 9 de abril del mismo año y Solidaridad Nacional volvió a participar como parte de la Alianza Electoral Unidad Nacional que nuevamente tenía a Lourdes Flores como candidata presidencial. En esa oportunidad y así como en las elecciones anteriores, Flores no logró pasar a la 2.ª vuelta nuevamente porque Alan García la superó en votos. La candidata de la Unidad Nacional logró el 23.81% de los votos, mientras que el líder del APRA, el 24.32% de los votos, lo que le aseguró su pase a una 2.ª vuelta que se disputaría con Ollanta Humala, candidato de Unión por el Perú.
Al igual que en el periodo legislativo 2001-2006, Unidad Nacional volvió a conseguir 17 parlamentarios para el nuevo periodo 2006-2011. De esos congresistas, Solidaridad Nacional volvió a conseguir nuevamente 3 congresistas.
En 2007, el solidario José Luna es suspendido del cargo de congresista. Su accesitario fue Wilder Ruiz, de Renovación Nacional. En 2008 quiebra la alianza Unidad Nacional. Los solidarios en el Congreso, Walter Menchola y Fabiola Morales conforman la bancada Alianza Nacional con ambos parlamentarios de Restauración Nacional, Alda Lazo y Juan Perry, y con dos congresistas de Renovación: Wilder Ruiz y Michael Urtecho. En 2009, Ruiz es reemplazado por su predecesor José Luna.
A inicios del 2010, cuatro renunciantes de la bancada Bloque Popular (elegidos por UPP - Partido Nacionalista); José Saldaña, Antonio León, Álvaro Gutiérrez e Isaac Mekler, pasaron a integrar la bancada Alianza Nacional”.Asimismo, el congresista y exvicepresidente de la República David Waisman se incorpora en dicho año.

### Elecciones municipales del 2006
El 19 de noviembre del 2006, ocho meses después de que se realizaran las elecciones generales, se llevaron a cabo las elecciones municipales. Luis Castañeda Lossio, siendo alcalde de Lima, volvió a postular a la alcaldía metropolitana de Lima por Unidad Nacional. En la elección consiguió alcanzar el primer lugar, logrando superar a los demás candidatos por un margen bastante alto, con un 47.827% de los votos válidos. En el plan de gobierno con el que postuló se priorizaron los temas de accesibilidad en las zonas marginales de la ciudad, los programas sociales para la población de escasos recursos, el servicio social de la salud, el acceso a la recreación y el deporte, el transporte público y la vialidad, el centro histórico de Lima y la costa verde y los balnearios de Lima.
Además, con la victoria de Castañeda Lossio ingresaron a la municipalidad metropolitana de Lima 21 regidores, todos ellos miembros de Solidaridad Nacional y la Alianza Unidad Nacional, de la que Solidaridad Nacional era parte, logró ganar 27 alcaldías en Lima Metropolitana.

### Elecciones generales del 2011
En el 2010, y luego de 2 gestiones consecutivas como alcalde de Lima, Luis Castañeda renunció a su cargo para tentar la Presidencia como candidato de Solidaridad Nacional, confiado por los altos índices de popularidad con los que dejó la alcaldía, los cuales bordeaban el 80% de aprobación. A finales del 2010, el candidato de Solidaridad Nacional “aparecía ante la opinión pública como uno de los favoritos para llegar a Palacio de Gobierno. Se especulaba además que era el engreído del entonces presidente García (quien se ufanaba de tener el poder de impedir quien llegue a sucederlo en el poder) y que contaba con los activos de las obras públicas que había realizado durante sus gestiones en Lima”. En noviembre de ese año, “Castañeda lideraba las encuestas con el 24% de intención de voto, relegando a Keiko Fujimori de Fuerza 2011 y a Alejandro Toledo de Alianza Perú Posible a un empatado segundo lugar con 20% (Ipsos-Apoyo)”.
Con miras a las elecciones, Solidaridad Nacional se alió con Unión por el Perú liderado por Aldo Estrada y conformaron la Alianza Solidaridad Nacional. Posteriormente, se sumó Cambio 90 liderado por Renzo Reggiardo, Siempre Unidos de Felipe Castillo y Todos por el Perú. Estos últimos ingresaron a la alianza ante la necesidad de Solidaridad Nacional de contar con un equipo de técnicos, pues el partido Todos por el Perú era un partido formado por economistas relacionados con la consultora Macroconsult, pero también por la necesidad de mantener su inscripción. “Por un lado, Castañeda lograba acceder a un equipo cuya calidad profesional no es puesta en duda y con un plan de gobierno afiatado [...]. Por otro lado, los miembros de Todos por el Perú no solo mantendrían su inscripción, sino que además pasarían a formar parte de una de las candidatura más atractivas, por lo menos al momento de elaborarse las alianzas”.
Pero “cuando nadie dudaba que al menos pasaría a una segunda vuelta, Castañeda entró en una irreversible caída libre y terminó con solo el 9.8% de respaldo electoral el 10 de abril”. Las razones que explican la abrumadora caída en las preferencias electorales del candidato de Solidaridad Nacional, quien finalmente logró el quinto lugar, se explican en gran medida por “la ausencia de un diseño integral de campaña, la débil organización política y la exacerbación del personalismo en la toma de decisiones”, así como también su relación confrontacional con los medios de comunicación, la “ausencia de una plataforma para un electorado nacional (no solo limeños), [...] la imposibilidad de trascender de la imagen de alcalde a presidente y las acusaciones de corrupción sobre su gestión a cargo de la alcaldesa de Lima Susana Villarán (caso Comunicore) en plena campaña electoral”.
Para las elecciones parlamentarias, la alianza tenía como candidatos a Martín Belaúnde Moreyra quien encabezaba la lista, José Vega de Unión por el Perú, el exvicepresidente David Waisman en calidad de invitado con el número 5, Virgilio Acuña, Michael Urtecho Medina, Walter Menchola, Fabiola Morales Castillo, Renzo Reggiardo de Cambio 90, Heriberto Benítez (cabeza de lista en Ancash), Gustavo Pacheco (número 23 en Lima), Isaac Mekler y viejos conocidos de la política peruana, que debutan como colaboradores de Castañeda”.
Pasando las elecciones, la alianza solo obtuvo 9 escaños en el Congreso de la República, el cual, 6 son de Solidaridad Nacional.
El 18 de diciembre del 2013, Michael Urtecho Medina fue destituido del Congreso de la República tras haberse demostrado que había cometido actos de corrupción durante su labor en el legislativo. Sin embargo, el 8 de enero del 2014, fue reemplazado por Carmen Rosa Núñez para ocupa su curul en el parlamento.
En junio del 2011, Renzo Reggiardo renunció a la alianza y se unió a la bancada conformada por los 4 parlamentarios del APRA y Carlos Bruce. Posteriormente, Heriberto Benítez también renunció a la alianza por las críticas que recibió de sus colegas del grupo parlamentario cuando estalló el caso César Álvarez y la Centralita.
Finalmente, la alianza con Todos por el Perú, Cambio 90 y Siempre Unidos se rompió en julio del 2011

### Elecciones municipales del 2014
El tercer intento sin éxito a la Presidencia de la República de Solidaridad Nacional (anteriormente habían postulado a Luis Castañeda Lossio en el 2000 y en el 2001, aunque en su segunda postulación retiró su candidatura para apoyar a la de Lourdes Flores), llevó a que Solidaridad Nacional presentara por tercera vez la candidatura de Luis Castañeda Lossio al sillón municipal de la alcaldía metropolitana de Lima. En esa oportunidad, las elecciones municipales se realizaron el 5 de octubre del 2014 y entre los principales candidatos se encontraron Luis Castañeda Lossio de Solidaridad Nacional, Susana Villarán por Diálogo Vecinal, Salvador Heresi por Perú Patria Segura y Enrique Cornejo del Partido Aprista Peruano. Durante la campaña las principales propuestas giraron en torno al problema de transporte e inseguridad ciudadana.
Finalmente, Luis Castañeda Lossio fue elegido por tercera vez como alcalde metropolitano de Lima, logrando el 50.734%. La sorpresa la dio el candidato aprista, Enrique Cornejo, quien alcanzó el segundo lugar con el 17.666% de los votos válidos, desplazado a la exalcaldesa de Lima Susana Villarán, quien se había mantenido en el segundo lugar durante casi toda la contienda y quien al final solo logró el 10.583% de las preferencias ciudadanas. Asimismo, Solidaridad Nacional logró ganar 18 alcaldías en Lima.

### Elecciones generales del 2016
Para las elecciones generales del 2016 y con Luis Castañeda Lossio como Alcalde de Lima, Solidaridad Nacional decidió participar en la contienda electoral pero sin que ello significara la renuncia de Castañeda a la Alcaldía de Lima para que asumiera la candidatura a la presidencia de la República.
Nuevamente, en alianza con Unión por el Perú, Solidaridad Nacional presentó la candidatura del empresario Hernando Guerra-García a través de su cuenta de Twitter el 20 de diciembre del 2015. Lo acompañaron en la plancha presidencial los congresistas José Luna Gálvez, como candidato a la primera Vicepresidencia y Gustavo Rondón a la 2.ª Vicepresidencia.
Durante la campaña, el candidato de Solidaridad Nacional se dirigió a los sectores emergentes y “dijo que su propuesta programática está centrada en darle facilidades a las micro, pequeñas y medianas empresas, a fin de contribuir con su crecimiento y formalización”. Pese a ello, nunca pudo superar el 6% de las preferencias electorales en los sondeos de opinión pública y es por eso, y ante el temor de perder la inscripción ante el Jurado Nacional de Elecciones, que la Alianza Solidaridad Nacional decidió retirar la candidatura de Hernando Guerra-García.
Frente a esa decisión, José Luna Gálvez, renunció a Solidaridad Nacional por no haber estado de acuerdo con retirar la postulación de la agrupación. Luna había sido uno de los rostros más conocidos del partido y había participado en él desde que en el 2000 fue elegido congresista por Solidaridad Nacional. En el momento de su renuncia, era secretario general de Solidaridad Nacional y fue uno de los principales financistas de la agrupación liderada por Castañeda Lossio
Luego de retirar la candidatura presidencial, la alianza también decidió retirar las candidaturas al Congreso de la República y al Parlamento Andino.

### Elecciones municipales del 2018
El partido no consiguió ninguna gobernación, tampoco alcaldías provinciales. Solamente consiguió en Lima las distritales de Chorrillos (Augusto Sergio Miyashiro Ushikubo) y Miraflores (Luis Alfonso Molina Arles). Además, consiguió las alcaldías de Puerto Etén (Chiclayo), Tambogrande (Piura), Matapalo (Zarumilla) y tres alcaldías en la región Huánuco.

### Elecciones extraordinarias del 2020
Luego de la crisis política, que trajo como resultado la disolución del Congreso de la República en septiembre del 2019 por el presidente Martín Vizcarra, el partido Solidaridad Nacional decidió participar en esta contienda electoral, pero esta vez teniendo como secretario general a Rafael López Aliaga, que es empresario vinculado desde hace 20 años al partido, pero que siempre mantuvo un perfil bajo, quien a su vez fue uno de los responsables de que las ex-fujimoristas Rosa Bartra, Yeni Vilcatoma y Nelly Cuadros postulen por Solidaridad Nacional al Congreso de la República. En esta época, el partido experimenta un cambio de postura ideológica, posicionándose en la extrema derecha.
El partido no logró superar la valla electoral del 5% de votos válidos y no logró elegir representantes al Congreso de la República, sin embargo no perdió la inscripción.

## Resultados por Distrito Electoral[12]
| Fecha | Resultados a nivel distrital | Resultados a nivel distrital                    | Resultados a nivel provincial | Resultados a nivel provincial                   | Resultados a nivel regional | Resultados a nivel regional                     |
| Fecha | autoridades electas          | circunscripciones (convocadas/ donde participa) | autoridades electas           | circunscripciones (convocadas/ donde participa) | autoridades electas         | circunscripciones (convocadas/ donde participa) |
| ----- | ---------------------------- | ----------------------------------------------- | ----------------------------- | ----------------------------------------------- | --------------------------- | ----------------------------------------------- |
| 2006  | 0                            | 1637/1                                          |                               |                                                 |                             |                                                 |
| 2014  | 235                          | 1647/171                                        | 38                            | 195/31                                          | 0                           | 25/5                                            |
| 2015  | 0                            | 9/1                                             |                               |                                                 |                             |                                                 |

Alcaldes provinciales vigentes elegidos por Solidaridad Nacional
| Alcalde                 | Región | Provincia | Periodo (s)                     |
| ----------------------- | ------ | --------- | ------------------------------- |
| Luis Castañeda Lossio   | Lima   | Lima      | 1998-2002/ 2003-2006/ 2011-2014 |
| Rudy Edwin Callupe Gora | Lima   | Pasco     | 1998-2002                       |

Alcaldes distritales vigentes elegidos por Solidaridad Nacional
| Alcalde                              | Región     | Provincia | Distrito                 | Fecha término |
| ------------------------------------ | ---------- | --------- | ------------------------ | ------------- |
| Ángel Alejandro Wu Huapaya           | Lima       | Lima      | Breña                    | 31/12/2018    |
| Carlos Alberto Bringas Claeyssen     | Lima       | Lima      | Jesús María              | 31/12/2018    |
| Carlos Alberto Palomino Arias        | Lima       | Lima      | Villa María del Triunfo  | 31/12/2018    |
| Carlos Arce Arias                    | Lima       | Lima      | Santa Rosa               | 31/12/2018    |
| Elías Cuba Bautista                  | Lima       | Lima      | La Victoria              | 31/12/2018    |
| Enrique Armando Peramas Díaz         | Lima       | Lima      | Rímac                    | 31/12/2018    |
| Epifanio Cubas Coronado              | Lambayeque | Chiclayo  | José Leonardo Ortiz      | 31/12/2018    |
| Evans Rodolfo Sifuentes Ocaña        | Lima       | Lima      | Independencia            | 31/12/2018    |
| Fortunato Martín Príncipe Laines     | Lima       | Lima      | Lince                    | 31/12/2018    |
| Hugo León Ramos Lescano              | Lima       | Lima      | Pachacamac               | 31/12/2018    |
| Jhonel Jorge Leguia Jamis            | Lima       | Lima      | Pueblo Libre             | 31/12/2018    |
| Jorge Luis Barthelmess Camino        | Lima       | Lima      | San Bartolo              | 31/12/2018    |
| José Enrique Arakaki Nakamine        | Lima       | Lima      | Lurín                    | 31/12/2018    |
| Juan Manuel Rosales Gonzales         | Ancash     | Huaráz    | Jangas                   | 31/12/2018    |
| Leonor Chumbimune Cajahuaringa       | Lima       | Lima      | Santa Anita              | 31/12/2018    |
| Luis Colqui Salome                   | Pasco      | Pasco     | Yanacancha               | 31/12/2018    |
| Luis Fernando Bueno Quino            | Lima       | Lima      | Lurigancho               | 31/12/2018    |
| Marcelo Primitivo Castro Vilcachagua | Lima       | Huaral    | Veintisiete de Noviembre | 31/12/2018    |
| Miguel Ángel Saldaña Reategui        | Lima       | Lima      | Comas                    | 31/12/2018    |
| Milton Fernando Jiménez Salazar      | Lima       | Lima      | Puente Piedra            | 31/12/2018    |
| Oscar Benavides Majino               | Lima       | Lima      | Ate                      | 31/12/2018    |
| Pedro Pablo Florian Huari            | Lima       | Lima      | Pucusana                 | 31/12/2018    |
| Rolando Barboza Díaz                 | Lambayeque | Chiclayo  | Tumán                    | 31/12/2018    |
| Victoria Bustamante Flores           | Pasco      | Pasco     | Tinyahuarco              | 31/12/2018    |
| Wilfredo Jesús Ángel Meza            | Pasco      | Pasco     | Ticlacayan               | 31/12/2018    |

## Gobierno municipal

### Alcaldía Metropolitana de Lima 2003-2007 y 2007-2010
Durante los dos períodos consecutivos que estuvo Luis Castañeda Lossio frente a la Alcaldía Metropolitana de Lima (2003-2006 y 2007-2010), las principales obras que ejecutó fueron el Metropolitano, los hospitales de la Solidaridad, el Circuito Mágico del Agua, las escaleras solidarias y la ampliación de la vía de Evitamiento.
Si bien durante la campaña electoral del 2002 el entonces candidato por Unidad Nacional Luis Castañeda Lossio propuso un moderno tren que utilizara la red ferroviaria ya existente en la ciudad para solucionar el problema de tránsito, durante su gestión descartó esa propuesta inicial y llevó a cabo la propuesta del exalcalde de Lima y quien fue su principal contendor durante la campaña del 2002 Alberto Andrade y que consistía en la implementación de un sistema de buses llamado Lima Bus y en la construcción de un carril exclusivo para los buses de Lima Bus que tendrían una capacidad de más de 160 pasajeros. El Lima Bus se convirtió en el Metropolitano durante la gestión de Castañeda y su construcción inició en el 2006. Durante los años que tardó su realización el proyecto fue cuestionado por los medios de comunicación por una serie de retrasos de la obra y sobrecostos con respecto al presupuesto inicial. Fue puesto en servicio el 28 de julio de 2010 durante la segunda gestión de Castañeda Lossio.
Por otro lado, los denominados Hospitales de la Solidaridad “nacieron a iniciativa del alcalde de Lima Luis Castañeda Lossio como clínicas solidarias. El primero se ubicó en el cono norte con el propósito de tener centros de salud itinerantes que llegaran a las zonas más alejadas de la capital”. El sistema surgió tras la disposición del alcalde de Lima Luis Castañeda Lossio para que 21 buses inoperativos sean retirados de los depósitos municipales y sean acondicionados y equipados “con el fin de llevar salud a los vecinos del populoso distrito de Independencia en el cono norte de la ciudad”. Inició formalmente sus actividades en abril de 2003, durante la primera gestión de Castañeda Lossio (2003-2006), siendo una de sus primeras obras como alcalde de Lima y también una de sus más emblemáticas. Solo en el “primer mes de funcionamiento se registraron 45 mil consultas y en 10 meses, un millón de atenciones médicas. Actualmente suman más de 100 millones de atenciones en sus doce años de existencia”.
Otra obra emblemática de la administración del alcalde de Solidaridad Nacional Luis Castañeda Lossio fue el Programa Municipal de Cerros Solidarios. Este programa consistió en la dotación de “escaleras, veredas, malecones, placitas y servicios básicos a la población que habita en condiciones urbanas y constructivas precarias en los cerros de Lima”. El programa permitió la construcción de “más de 1,365 escaleras de acceso a las áreas apartadas de Lima.”. Además, con la pavimentación de veredas y placitas aledañas, se posibilitó, no solo elevar la calidad de vida de los pobladores de esas zonas marginales, sino también revalorizar su patrimonio individual de propiedad. El programa permitió el acceso a las zonas altas y escarpadas de Lima, en las que se asienta más de medio millón de habitantes, así como el embellecimiento, limpieza y ornato de dichos lugares urbanos.
Es importante señalar que al menos todos los cargos de la dirigencia nacional de Solidaridad Nacional pasaron por algún cargo en la gestión edil (Meléndez 2011a: 29). Así se tiene que el secretario general de Solidaridad Nacional Marco Parra ocupó el cargo de teniente alcalde; Alfonso Montalvo, Secretario Nacional de Economía de Solidaridad Nacional, fue miembro del directorio de Emilima. La secretaria nacional de movilización Marcia Montero y el secretario Nacional de Difusión Virgilio Acuña ocuparon el cargo de regidores metropolitanos. José Luis Villarán, Secretario Nacional de Ideología, y Martín Bustamante, Secretario Nacional de Disciplina, se desempeñaban como Director Ejecutivo del Instituto Metropolitano de Difusión y como asesor del SAT, respectivamente. Inclusive el personero técnico titular José Alberto Danós ocupaba el cargo de secretario general de la municipalidad. Giselle Zegarra se desempeñó como Gerente de Inversión Privada de la Municipalidad de Lima.

### Alcaldía Metropolitana de Lima 2014-2018
Durante la campaña electoral del 2013, el entonces candidato a la alcaldía de Lima Luis Castañeda criticó la denominada reforma de transporte iniciada durante la gestión de Susana Villarán. Al respecto, señaló que una vez en la Alcaldía él sí iniciaría una verdadera reforma. No obstante, apenas inició su tercer periodo como alcalde de Lima, “el municipio metropolitano canceló el proceso de licitación de tres de los cinco corredores complementarios. Además, se ha iniciado un proceso de arbitraje y no se ha cumplido con los plazos establecidos”
Asimismo, anuló el proyecto Río Verde para financiar el by-pass de 28 de julio con recursos del fideicomiso procedente del proyecto Vía Parque Rímac, lo cual motivó, incluso, una observación por parte del Ministerio de Economía y Finanzas (MEF) y una investigación de la Contraloría. La construcción del bypass generó gran rechazo entre un sector de los ciudadanos “debido a que supuestamente atentaba contra las zonas monumentales y las áreas verdes. Los manifestantes consideraban también que la obra no contribuía a reducir el tráfico en la ciudad”. Tras un año de construcción, la obra fue inaugurada el 8 de abril del 2016 y como fue previsto por especialistas, no solucionó el problema de la congestión vehicular en esa zona de la capital, al contrario, generó aún más congestión y cuellos de botella.
En conclusión, los primeros años de la tercera gestión de Castañeda como alcalde se caracterizaron por “una reforma del transporte sin un camino claro aún, la continuación de algunas obras iniciadas en la anterior gestión y el abandono de otras, y el reemplazo de importantes proyectos por otros”.

## Coyunturas

### Consulta popular de revocatoria de marzo de 2013
Poco después de un año de haber sido elegida como la primera alcaldesa de Lima, Susana Villarán “enfrentó una campaña de revocatoria impulsada por el abogado Marco Tulio Gutiérrez, principal dirigente del denominado «Comité pro-revocatoria»”. A finales de octubre del 2012 las más de 400 000 firmas presentadas el 6 de julio de ese año fueron aprobadas y con ello inició la campaña para destituir a la alcaldesa y a sus regidores.
El llamado Comité pro-revocatoria señaló que “recogían un clamor ciudadano contra la ineficiencia de la gestión y que su campaña era una iniciativa independiente, no partidaria. No obstante, se sumaron a ella tres fuertes partidos en el transcurso del proceso”. Uno de esos partidos fue Solidaridad Nacional, pese a que mantuvo, inicialmente, sus distancias de Marco Tulio Gutiérrez. A inicios del año 2013, la vocera de Solidaridad Nacional declaró que Solidaridad Nacional crearía su campaña propia a favor del Sí.
Asimismo, tras mantenerse al margen durante gran parte de la campaña revocatoria, el exalcalde de Lima Luis Castañeda manifestó explícitamente su postura frente a la revocatoria en un encuentro con jóvenes partidarios en Carabayllo. Posteriormente, en febrero del 2013 volvió a confirmar su apoyo al Sí y manifestó su intención de votar a favor de que Villarán de la Puente sea revocada. Ese mismo mes, Solidaridad Nacional oficializó su campaña en contra de la alcaldesa de Lima y a favor de su revocatoria. La vocera del partido de Castañeda Lossio, Patricia Juárez, indicó que “cuadros técnicos del partido estarán a disposición para que le expliquen a la ciudadanía cómo es que se hace gestión municipal”. Sostuvo que explicarían “las falencias e ineficiencias de la gestión ineficiente, corrupta y mentirosa que ha hecho Villarán y le ha entregado a la ciudad”.
Si bien Solidaridad Nacional negó desde el comienzo estar detrás de la revocatoria, unos audios revelados el 15 de marzo por la periodista Rosa María Palacios confirmaron que el exalcalde Luis Castañeda Lossio estaba detrás de la organización de la campaña del Sí a favor de la revocatoria de la alcaldesa Susana Villarán. En los audios se escuchaba a Castañeda Lossio discutir en dónde se realizaría el mitin de cierre de campaña del Sí, así como qué respondería a la prensa cuando le preguntaron por su hijo, regidor de la Municipalidad de Lima y que también sería revocado. Al respecto, Castañeda señaló que “yo les voy a decir me siento muy orgulloso de mi hijo porque él tiene una idea que respeto, él no quiere estar más en un gobierno municipal (...) Yo creo que es un ejemplo hermoso y me siento muy orgulloso”.
Luego de aproximadamente seis meses de campaña, el 17 de marzo de 2013 se llevó a cabo la consulta popular de revocatoria, que llevó a todos los electores de Lima Metropolitana a las urnas. Los resultados de la ONPE ratificaron en el cargo a la alcaldesa Susana Villarán, quien logró el apoyo del 51,2% de los electores limeños. Sin embargo, fueron revocados 19 de los regidores pertenecientes a su partido Fuerza Social, entre los que se encontraban el teniente alcalde Eduardo Zegarra y la regidora Marisa Glave. Asimismo y como se veía venir gracias a las encuestas, también fue revocado el regidor de Solidaridad Nacional Luis Castañeda Pardo, hijo del entonces exalcalde Luis Castañeda Lossio.

## Últimos años

### Renuncias de alcaldes
Las elecciones municipales del 2014 no solo permitieron que Luis Castañeda iniciara un tercer periodo al frente de la Alcaldía de Lima con más del 50% de votos válidos, sino que también Solidaridad Nacional lograra colocar a 18 de sus candidatos al frente de diferentes distritos de Lima, controlando así casi la mitad de las alcaldías de Lima (el 42,8% para ser exacto). Sin embargo, dos años después, el partido ha perdido a 6 de sus alcaldes en la ciudad.
Desde febrero del 2015, los alcaldes de Comas, Independencia, Rímac, Villa María del Triunfo y La Victoria han renunciado, “alegando, principalmente, discrepancias con el líder de dicha agrupación política y burgomaestre metropolitano, Luis Castañeda”. El primero en renunciar fue el alcalde de Comas, Miguel Saldaña. Su renuncia se presentó aproximadamente un mes después de que asumiera el cargo y aseguró esta se debía a que “pasa por una cuestión personal, al no tener tiempo para la vida partidaria, al estar dedicado al distrito comeño”. Sin embargo, “según regidores de oposición, el alcalde distrital tuvo desavenencias con la política metropolitana impulsada por Castañeda Lossio, lo que terminó con su renuncia al partido como una medida de protesta”. Otro alcalde que renunció en el 2015 fue Evans Sifuentes Ocaña, alcalde de Independencia, quien consiguió la reelección tras postular por Solidaridad Nacional (anteriormente había sido alcalde por el PPC en el periodo anterior).
De la misma manera, en el 2016, el primer alcalde en anunciar su renuncia fue el alcalde de Villa María del Triunfo, Carlos Palomino Arias, quien justificó su decisión por “la falta de apoyo a su distrito por parte del burgomaestre de Lima y líder de dicha agrupación política, Luis Castañeda Lossio, a quien acusó de discriminarlo". Al respecto, declaró que “con recursos distritales hemos tenido que pavimentar las avenidas troncales, cuando eso le corresponde a la Municipalidad de Lima. El partido se denomina solidario, pero en la práctica abandona a los que menos tienen”. Aseguró, además, “que otros alcaldes de Lima también renunciarían a Solidaridad Nacional por, según dijo, la discriminación de Luis Castañeda Lossio”. Efectivamente, seis días después de que Palomino Arias renunciara, el alcalde del Rímac, Enrique Peramás renunció a Solidaridad Nacional el 15 de septiembre del 2016. Su decisión se apresuró por el enfrentamiento en vivo con un funcionario de la Municipalidad de Lima por la situación de la comunidad Shipibo-konibo, pero ya existían discrepancias con la gestión de Castañeda Lossio. Junto al alcalde también renunciaron los regidores del Rimac de Solidaridad Nacional (El Comercio 2016e). Asimismo, a fines de ese mismo mes Solidaridad Nacional aprobó la expulsión del partido del alcalde de La Victoria, Elías Cuba Bautista, “debido a las numerosas denuncias periodísticas, de vecinos y dirigentes, que hacen presumir una conducta irregular”.

### Elecciones municipales de Lima de 2018
Con miras a las elecciones municipales del 2018, el secretario general del Partido Popular Cristiano (PPC), Rafael Yamashiro, no descartó que su partido respalde una eventual candidatura de reelección de Luis Castañeda Lossio en las próximas elecciones municipales. El también regidor de la Municipalidad Metropolitana de Lima afirmó que el PPC “ve con simpatía” esa posibilidad e indicó que la administración Castañeda “es positiva”. Como se recuerda, tanto Solidaridad Nacional como el Partido Popular Cristiano fueron parte de la alianza electoral Unidad Nacional, que llevó en dos oportunidades a Castañeda Lossio al sillón municipal.
No obstante, “la representante del Comité Ejecutivo Nacional de Solidaridad Nacional Patricia Juárez, teniente alcaldesa de Lima, descartó la posibilidad de que su agrupación forme una alianza con el Partido Popular Cristiano (PPC) para las elecciones regionales y municipales del 2018”. Al respecto, manifestó que “agradecemos profundamente las expresiones de Yamashiro, pero estamos en este momento junto con el alcalde Luis Castañeda en sacar adelante los proyectos para la ciudad. No tenemos ese tema [alianza con PPC] en nuestra agenda. No hay ningún acercamiento”.

### Actualización del registro de afiliados y militantes
El 27 de septiembre del 2016, Solidaridad Nacional inició un proceso de renovación a su Registro Nacional de Afiliados y el Registro Nacional de Militantes, por lo que “suspendió provisionalmente los derechos y prerrogativas partidarias de sus militantes mientras se actualicen los registros”. Por tal motivo, se le encargó a la Secretaría Nacional de Organización “emitir las directivas y plazos a efectos de cumplir con la actualización del Registro Nacional de Afiliados y el Registro Nacional de Militantes”. El proceso se inició debido a que “no se cuenta con registros de afiliados actualizados. Asimismo, el secretario nacional de Economía ha comunicado que los militantes incumplen su obligación de aportar cuotas mensuales”.
Actualmente, más de 5 alcaldes del partido han sido detenidos por presuntamente liderar bandas criminales. A diferencia del periodo anterior, menos de 3 alcaldes distritales fueron elegidos para gobernar.

### Elecciones parlamentarias 2020: máximo declive
En las elecciones parlamentarias de Perú de 2020, Solidaridad Nacional recibió el 1.5 % del voto popular, como n.º 1 a Rosa Bartra, con e n.º 2 Yeni Vilcatoma y con el n.º 3 el líder Rafael López Aliaga. Ubicándose en el decimonoveno lugar de las veintiuna listas participantes, sin lograr representación congresal. Tras sus malos resultados en las elecciones, el partido se reestructuró formalmente.

## Resultados electorales

### Elecciones presidenciales
|  | 1.80 % |

|  | 24.30 % |

|  | 23.81 % |

|  | 9.83 % |

### Elecciones parlamentarias
|  | 4.0 % |

|  | 13.8 % |

|  | 15.3 % |

|  | 10.21 % |

|  | 1.5 % |

### Elecciones al Parlamento Andino
|  | 21.24 % |

|  | 9.41 % |

### Elecciones municipales y regionales
| Año  | Gobiernos Regionales                                     | Alcaldías Provinciales                                   | Alcaldías Distritales                                    |
| Año  | Representantes                                           | Representantes                                           | Representantes                                           |
| ---- | -------------------------------------------------------- | -------------------------------------------------------- | -------------------------------------------------------- |
| 2002 | 0/25                                                     | 13/194                                                   | 143/1635                                                 |
| 2006 | 0/25                                                     | 4/195                                                    | 60/1637                                                  |
| 2010 | Participaron en alianza con el Partido Popular Cristiano | Participaron en alianza con el Partido Popular Cristiano | Participaron en alianza con el Partido Popular Cristiano |
| 2014 | 0/25                                                     | 2/196                                                    | 25/1647                                                  |
| 2018 | 0/25                                                     | 0/196                                                    | 8/1647                                                   |